# 귀산서원
귀산서원(龜山書院)은 대한민국 경상북도 경주시에 위치한 조선 시대의 서원이다. 1786년에 창건되었으며, 서유(徐愈), 서일원(徐一元), 서필(徐弼), 서사적(徐思迪)을 제향하고 있다.